# Wembley Cup
La Wembley Cup è stata una competizione calcistica amichevole di due giorni per squadre di club a livello internazionale, organizzata al Wembley, a Londra, Regno Unito. La prima edizione si è svolta il 24 e il 26 Luglio 2009 e ha visto la partecipazione di Celtic, Barcellona, Tottenham, e Al-Ahly. Al termine del torneo, la squadra vincitrice è stata il Celtic.

## Formula
La formula del torneo segue quella della Emirates Cup. Ogni squadra ne affronta altre due in gare regolamentari da 90 minuti. Al termine della gara la squadra che ha vinto si aggiudica 3 punti, in caso di parità le due contendenti guadagnano 1 punto a testa. Ogni rete realizzata vale un ulteriore punto. Se più squadre totalizzano lo stesso punteggio la classifica viene determinata in base alla differenza reti complessiva, in caso di parità anche fra la differenza di reti complessiva si calcolano i gol fatti, in caso di parità di reti verranno presi in valutazione il numero di tiri in porta.

## Edizione 2009

### Prima giornata
| Arbitro: | Alan Wiley |

|                                                            |           |  |
| Donati 31’ McDonald 39’ (pen.), 58’ Maloney 49’ Killen 83’ | Marcatori |  |

| Arbitro: | Alan Wiley |

|           |           |               |
| Bojan 32’ | Marcatori | 83’ Livermore |

### Seconda giornata
| Arbitro: | Alan Wiley |

|              |           |                                           |
| El-Agazy 31’ | Marcatori | 16’ Bojan 41’ Rueda 56’ Jeffrén 67’ Pedro |

| Arbitro: | Alan Wiley |

|  |           |                       |
|  | Marcatori | 9’ Killen 40’ Samaras |

### Classifica
| P | Squadra    | Pt | W | D | L | GF | GA | Diff. reti | Pts |
| - | ---------- | -- | - | - | - | -- | -- | ---------- | --- |
| 1 | Celtic     | 2  | 2 | 0 | 0 | 7  | 0  | +7         | 13  |
| 2 | Barcellona | 2  | 1 | 1 | 0 | 5  | 2  | +3         | 9   |
| 3 | Tottenham  | 2  | 0 | 1 | 1 | 1  | 3  | −2         | 2   |
| 4 | Al-Ahly    | 2  | 0 | 0 | 2 | 1  | 9  | −8         | 1   |

### Marcatori
| Reti | Giocatore         | Squadra    |
| ---- | ----------------- | ---------- |
| 2    | Scott McDonald    | Celtic     |
| 2    | Bojan Krkić       | Barcellona |
| 2    | Chris Killen      | Celtic     |
| 1    | Massimo Donati    | Celtic     |
| 1    | Hany El-Agazy     | Al-Ahly    |
| 1    | Shaun Maloney     | Celtic     |
| 1    | Jake Livermore    | Tottenham  |
| 1    | Pedro Rodríguez   | Barcellona |
| 1    | José Manuel Rueda | Barcellona |
| 1    | Jeffrén Suárez    | Barcellona |
| 1    | Giōrgos Samaras   | Celtic     |

## Edizioni successive
Nell'ultima partita dell'edizione inaugurale della Wembley Cup, fu annunciato che il successo del torneo aveva incoraggiato gli organizzatori a confermarne una successiva nell'estate del 2010. Tuttavia, fino ad oggi, quella del 2009 è rimasta l'unica edizione della competizione.